# Jaime Quito
Bernardo Jaime Quito Sarmiento (Arequipa, 29 de marzo de 1975) es un abogado y político peruano. Miembro de la organización política Nueva Constitución, es congresista de la república en representación de Arequipa para el periodo 2021-2026.

## Biografía
Nació en el distrito de Arequipa el 29 de marzo de 1975.
Estudió la carrera de Derecho en la Universidad José Carlos Mariátegui. Laboró como capacitador en el Centro de Estudios e Investigación Social (CEIS).

## Carrera política
Se inició en la política como miembro del partido Perú Libre, liderado por Vladimir Cerrón, y su primera participación fue en las elecciones regionales y municipales de 2018, en las que postuló a la alcaldía de Paucarpata. Sin embargo, no resultó elegido.
Intentó ser congresista en 2020 y no logró tener éxito.

### Congresista
En las elecciones generales de 2021, fue elegido como congresista de la república en representación de Arequipa por Perú Libre, con 41 430 votos, para el periodo parlamentario 2021-2026.
Tras ser el congresista más votado del partido más votado, presidió la Junta Preparatoria encargada de juramentar a los nuevos congresistas junto con Enrique Wong, quien es el congresista de más edad, y Rosangella Barbarán, quien es la más joven.
En el Parlamento, ejerció como presidente de la Comisión de Producción y actualmente es miembro de varias comisiones.